# Glaucophyta

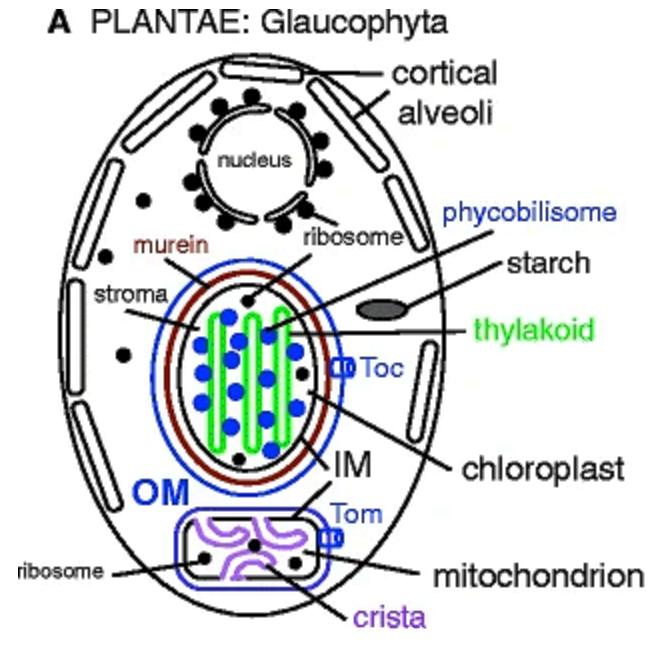
Aufbau einer Zelle der Glaucophyta
Thomas Cavalier-Smith, 2017.

Die Glaucophyta (nach altgriechisch γλαυκός glaucos, deutsch ‚blau-grün‘ und φυτόν phyton, deutsch ‚Pflanze‘) sind eine kleine Gruppe ausschließlich im Süßwasser vorkommender Algen. Sie bestehen aus nur etwa acht Gattungen mit gut 20 Arten. Die Glaucophyta sind – neben den grünen Pflanzen (Chloroplastida oder Viridiplantae) und den Rotalgen (Rhodophyta) – eine der drei grundlegenden Entwicklungslinien der Archaeplastida, existieren also vermutlich schon seit dem Archaikum als eigenständige Gruppe.

## Merkmale
Glaucophyta kommen im Phytoplankton des Süßwassers vor. Sie bilden entweder einzelne Zellen (monadal) oder kleine Zellkolonien aus wenigen, untereinander nicht differenzierten Zellen in einer gemeinsamen extrazellulären Matrix.
Namensgebendes Merkmal der Glaucophyta ist die charakteristische blaugrüne Farbe der photosynthetischen Organellen, der Plastiden, bei den Glaucophyten auch Muroplasten oder Cyanellen genannt. Diese Farbe beruht auf den Pigmenten Chlorophyll a und den charakteristischen akzessorischen Pigmenten, den Phycobilinen C-Phycocyanin und Allophycocyanin. Die akzessorischen Pigmente sind in sogenannten Phycobilisomen angeordnet und erhöhen die Effektivität der Photosynthese, indem sie ein breiteres Spektrum von Wellenlängen des Lichts nutzbar machen (sogenannte Photosyntheseantennen). Die Plastiden der Glaucophyta sind, wie diejenigen der grünen Pflanzen und der Rotalgen, von zwei Membranen umgeben, nicht von vier wie bei zahlreichen anderen photosynthetisch aktiven Algengruppen, die heute zu den Ochrophyta innerhalb der Chromista (oder Stramenopilen) zusammengefasst werden. Dies wird so interpretiert, dass bei den Glaucophyta wie bei den anderen Archaeplastiden ein ursprünglich frei lebendes Cyanobakterium als Endosymbiont in eine ursprünglich farblose, heterotrophe Zelle aufgenommen worden ist, bei den Chromista hingegen eine andere einzellige Alge, also ein eukaryotischer Organismus, mitsamt deren Plastiden. Die Zellmembran dieser einzelligen Alge und des bei der Phagocytose aufnehmenden Vesikels bilden bei diesen die beiden zusätzlichen Membranen. Historisch war die Natur der Plastiden bei den Glaucophyta allerdings lange Zeit umstritten. Einige Forscher nahmen sogar an, dass sie auf eine erst kurz zuvor erfolgte, von den anderen Pflanzen unabhängige Aufnahme eines Cyanobakteriums herrührte, ein Forscher hat diese daher sogar als eigene Art beschrieben. Heute nimmt man an, dass die Plastiden aller Archaeplastida zueinander homolog sind, also auf der Aufnahme desselben Cyanobakteriums bereits im frühen Präkambrium zurückgehen.
Die Plastiden der Glaucophyta besitzen Thylakoide genannte Einstülpungen der Zellmembran, die nicht stapelartig angeordnet sind (wie bei den grünen Pflanzen), sie haben dieses Merkmal mit den Rotalgen gemeinsam. Sie besitzen aber, anders als diese, eine dünne Umhüllung aus Peptidoglycan (oder Murein), dem charakteristischen Baumaterial der Zellwand von Bakterien. Außerdem enthalten sie sogenannte carboxysom-artige Körperchen (auch Zentralkörperchen, englisch central bodies, genannt), Analoga der Carboxysomen genannten Organellen einiger Cyano- und Proteobakterien. (Ob es sich dabei tatsächlich um Carboxysom-Abkömmlinge handelt, wurde aber auch wieder infrage gestellt.)
Beides gilt als urtümliches Merkmal, das der Stammgruppe der Archaeplastida gemeinsam war und bei den anderen Entwicklungslinien verloren gegangen ist (eine Plesiomorphie).
Das Genom der Cyanellen hat ein Zehntel der Größe von frei lebenden Cyanobakterien, liegt also in der Größenordnung von Chloroplasten.
Es kommen sowohl Zellen bzw. Stadien mit aktiver Bewegung wie auch ohne aktive Bewegung vor. Die Zellen mit aktiver Bewegung erhalten diese Fähigkeit durch zwei Flagellen unterschiedlicher Länge, die mit einem dünnen Saum aus Härchen (Fibrillen) besetzt sind. Die Zellen ohne aktive Bewegung sind von einer Zellwand umgeben, deren Hauptbestandteil in der Regel Zellulose ist.
Wie die grünen Pflanzen lagern die Glaucophyta Stärke als Speicher-Polysaccharid ein, allerdings im Zytoplasma, nicht wie die grünen Pflanzen innerhalb der Plastiden.
Glaucophyta vermehren sich asexuell (über Mitose), wobei, je nach Art, entweder begeißelte und damit aktiv sich bewegende Zoosporen oder Autosporen ohne aktive Bewegung als Ausbreitungsstadien gebildet werden. Eine sexuelle Fortpflanzung ist bisher nicht nachgewiesen worden.

## Phylogenie und Systematik
Formal wird innerhalb der Abteilung Glaucophyta eine einzige Klasse Glaucophyceae Bohlin mit einer Ordnung Glaucocystales Bessey und der einzigen Familie Glaucocystaceae G.S. West gebildet. Innerhalb von dieser werden gewöhnlich sechs bis acht Gattungen mit ca. 20 Arten anerkannt, wobei innerhalb der Gattung Glaucocystis einige kryptische Arten (in Reinkultur gezüchtete Stämme, die nur genetisch, nicht morphologisch unterschieden werden können) nachgewiesen sind.
- Glaucocystis Itzigs.
  - Glaucocystis nostochinearum
- Cyanophora Korshikov
  - Cyanophora paradoxa
  - Cyanophora biloba
- Gloeochaete Lagerh.
  - Gloeochaete wittrockiana
  - Gloeochaete protogenita
- Cyanoptyche mit der einzigen Art Cyanoptyche gloeocystis Pascher
- Peliainia mit der einzigen Art Peliaina cyanea Pascher
- Steobilomonas mit der einzigen Art Strobilomonas cyaneus Schiller
- Glaucocystopsis mit der einzigen Art Glaucocystopsis africana Bourrelly
- Chalarodora mit der einzigen Art Chalarodora azurea Pascher

Von den vier letztgenannten Gattungen liegen weder Kulturen noch molekulare Daten vor.
Nach genetischen Daten ergibt sich für die Gattungen, von denen entsprechende Daten vorliegen, das folgende Kladogramm:
|  | Glaucocystis                                                |
|  |                                                             |
|  | \| \| Cyanoptyche \| \| \| \| \| \| Gloeochaete \| \| \| \| |
|  |                                                             |
|  | Cyanoptyche                                                 |
|  |                                                             |
|  | Gloeochaete                                                 |
|  |                                                             |

|  | Cyanoptyche |
|  |             |
|  | Gloeochaete |
|  |             |

|  | Glaucocystis                                                |
|  |                                                             |
|  | \| \| Cyanoptyche \| \| \| \| \| \| Gloeochaete \| \| \| \| |
|  |                                                             |
|  | Cyanoptyche                                                 |
|  |                                                             |
|  | Gloeochaete                                                 |
|  |                                                             |

|  | Cyanoptyche |
|  |             |
|  | Gloeochaete |
|  |             |

Nach der aktuellen Systematik von Adl u. a. 2012 bilden die Glaucophyten zusammen mit den Rotalgen und Chloroplastida die Archaeplastida.

## Nachweise
1. 1 2 3  Christopher Jackson, Susan Clayden, Adrian Reyes-Prieto (2014): The Glaucophytes - the blue-green plants in a nutshell. Acta Societatis Botanicorum Poloniae 84 (2): 149-165. doi:10.5586/asbp.2015.020.
2. ↑  S. C. Burey, S. Fathi-Nejad, V. Poroyko, J. M. Steiner, W. Löffelhardt, H. J. Bohner: The central body of the cyanelles of Cyanophora paradoxa: a eukaryotic carboxysome?. In: Canadian Journal of Botany, Band 83, Nr. 7, Juli 2005, doi:10.1139/b05-060.
3. ↑  Linda Oberleitner: Exploring transport processes across the symbiotic interface of amoebal host and early-stage photosynthetic organelle in Paulinella chromatophora. Dissertation, Heinrich-Heine-Universität Düsseldorf, Dezember 2020.
4. ↑  Dana C. Price et al.: Analysis of an improved Cyanophora paradoxa genome assembly. In: DNA Res., Band 26, Nr. 4, August 2019, S. 287–299; doi:10.1093/dnares/dsz009, PMC 6704402 (freier Volltext), PMID 31098614. Siehe insbes. §3.4.2. Pyrenoid.
5. ↑  Sina M. Adl, Alastair G. B. Simpson, Mark A. Farmer, Robert A. Andersen, O. Roger Anderson, John A. Barta, Samual S. Bowser, Guy Bragerolle, Robert A. Fensome, Suzanne Fredericq, Timothy Y. James, Sergei Karpov, Paul Kugrens, John Krug, Christopher E. Lane, Louise A. Lewis, Jean Lodge, Denis H. Lynn, David G. Mann, Richard M. McCourt, Leonel Mendoza, Øjvind Moestrup, Sharon E. Mozley-Standridge, Thomas A. Nerad, Carol A. Shearer, Alexey V. Smirnov, Frederick W. Spiegel, Max F. J. R. Taylor: The New Higher Level Classification of Eukaryotes with Emphasis on the Taxonomy of Protists. The Journal of Eukaryotic Microbiology 52 (5), 2005; Seiten 399–451. doi:10.1111/j.1550-7408.2005.00053.x
6. ↑  Peter Sitte, Elmar Weiler, Joachim W. Kadereit, Andreas Bresinsky, Christian Körner: Lehrbuch der Botanik für Hochschulen. Begründet von Eduard Strasburger. 35. Auflage. Spektrum Akademischer Verlag, Heidelberg 2002, ISBN 3-8274-1010-X, S. 651.
7. ↑  Algaebase (Memento des Originals vom 25. Juli 2021 im Internet Archive)  Info: Der Archivlink wurde automatisch eingesetzt und noch nicht geprüft. Bitte prüfe Original- und Archivlink gemäß Anleitung und entferne dann diesen Hinweis. (Abgerufen am 16. September 2017)
8. ↑  Adl, S. M., Simpson, A. G. B., Lane, C. E., Lukeš, J., Bass, D., Bowser, S. S., Brown, M. W., Burki, F., Dunthorn, M., Hampl, V., Heiss, A., Hoppenrath, M., Lara, E., le Gall, L., Lynn, D. H., McManus, H., Mitchell, E. A. D., Mozley-Stanridge, S. E., Parfrey, L. W., Pawlowski, J., Rueckert, S., Shadwick, L., Schoch, C. L., Smirnov, A. and Spiegel, F. W.: The Revised Classification of Eukaryotes. Journal of Eukaryotic Microbiology, 59: 429–514, 2012. doi:10.1111/j.1550-7408.2012.00644.x.